# 니콜라 산소네
니콜라 도메니코 산소네(이탈리아어: Nicola Domenico Sansone, 1991년 9월 10일 ~ )는 이탈리아 축구 선수로서 포지션은 공격수이다. 현재 레체 소속으로 뛰고 있다.